# Maussane-les-Alpilles
Maussane-les-Alpilles ist eine Gemeinde mit 2396 Einwohnern (Stand 1. Januar 2022) im Herzen der Provence, zwischen den Alpilles, den Ebenen der Crau und der Camargue.

## Lage
Zwischen Pays Avignonnais, Pays d’Arles-Camargue und Pays d’Aix gelegen, befindet sich Maussane an der Kreuzung der schönsten touristischen und kulturellen Stätten der Region, mit den kostbarsten Überresten gebauten Kulturgutes, den bekanntesten Theater-, Klavier-, Tanzfestivals: Saint-Rémy-de-Provence, Glanum, Arles, Camargue, Nîmes, Avignon, Salon-de-Provence, Aix-en-Provence.

### Bevölkerungsentwicklung
| Jahr                       | 1962 | 1968 | 1975 | 1982 | 1990 | 1999 | 2009 | 2016 | 2021 |
| Einwohner                  | 1212 | 1251 | 1352 | 1514 | 1886 | 1968 | 2076 | 2253 | 2396 |
| Quellen: Cassini und INSEE |      |      |      |      |      |      |      |      |      |

## Wirtschaft und Infrastruktur
Die Landwirtschaft wird durch den Anbau von Oliven und Wein im Vallée-des-Baux geprägt, die durch eine AOC geschützt sind. Die Produkte können oftmals direkt beim Erzeuger erworben werden.
Mit seinen nur knapp über 2000 Einwohnern bietet der Ort eine ausgebaute Infrastruktur: Zwei Lebensmittelmärkte, drei Boulangerien, provenzalischer Wochenmarkt (Donnerstag), drei Café/Bars, zahlreiche Restaurants, Hotels, Campingplatz, Boutiquen mit Kunstgewerbe, Galerien, Bank, Postamt und andere soziale Einrichtungen.

## Kultur und Sehenswürdigkeiten
Trotz seiner unmittelbaren Nähe zu Touristenhochburgen wie Saint-Rémy-de-Provence und Les Baux-de-Provence ist das tägliche Leben in der Saison von Ostern bis Oktober nur von einigen Tagestouristen, die auf dem zentralen Platz vor der Kirche in den Cafés sitzen, geprägt.
- Wie fast jeder andere Ort in dieser Region, verfügt auch Maussane über eine eigene Arena. In dieser werden die unblutigen Stierkämpfe, "Course Camarguaise" ausgetragen.
- Das Gemeindegebiet gehört zum Regionalen Naturpark Alpilles.
- Kirche Église Sainte-Croix de Maussane-les-Alpilles (historisches Denkmal (Monument historique))
- Die Felsen von Entreconque (Rochers d’Entreconque) mit dem
- Römisches Aquädukt von Maussane und Vereinigung mit anderen Aquädukten nach Arles